# Газенкампф, Михаил Александрович
Михаил Александрович Газенкампф (13 (25) октября 1843 — 4 (17) апреля 1913, Санкт-Петербург) — русский военный деятель, писатель и публицист, генерал от инфантерии.

## Биография
Из дворян Санкт-Петербургской губернии. Образование получил во 2-м Кадетском корпусе (1862) и Николаевской академии Генерального штаба (1870, с малой серебряной медалью по 1-му разряду). На службе с 13.06.1861. Выпущен 13.06. 1862 поручиком в Калужский пехотный Его Величества Короля Прусского полк (в 4-й резервный батальон), с прикомандированием к лейб-гвардии Московскому полку, в который переведен с чином прапорщика гвардии 10.05.1863.
Участник усмирения Польского восстания 1863 — 1864 годов, за сражение при Стравениках получил орден св. Анны IV степени с надписью «за храбрость». Уже 19.05.1863 произведен в подпоручики. С 17.04.1866 — поручик, с 30.08.1868 — штабс-капитан. В чине капитана Генерального штаба (с 03.06.1870) переведен на должность старшего адъютанта штаба 2-й гвардейской кавалерийской дивизии, с 29.09.1870 — в Генеральный штаб с зачислением на службу помощником старшего адъютанта в штаб войск Гвардии и Санкт-Петербургского ВО.

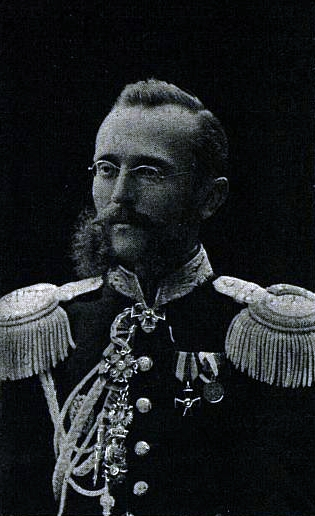
М.А. Газенкампф в звании полковника

С 1871 читал лекции в Академии, а в 01.09.1872 — 29.11.1873 назначен адъюнкт-профессором по кафедре военной администрации, в 29.11.1874 — 03.06.1889 профессор Академии. С 30.08.1872 подполковник с назначением состоящим для поручений при штабе войск Гвардии и Санкт-Петербургского ВО. Отбывал цензовое командование батальоном в лейб-гвардии Павловском полку (18.09.1872 — 24.09.1873). С 13.04.1873 — старший адъютант штаба войск Гвардии и Санкт-Петербургского ВО. Полковник (30.08.1875).
Участник русско-турецкой войны 1877 — 1878: с 01.04.1877 состоял в распоряжении Е.И.В. Главнокомандующего Действующей армией оставаясь формально на прежней должности старшего адъютанта (до 19.05.1878). Вел Журнал боевых действий действующей Армии, составлял донесения Императору, заведовал делами печати в Армии. Кроме того, он отвечал за работу с российскими и иностранными корреспондентами, которые впервые в русской армии по его инициативе были допущены на театр военных действий и состояли при штабе Главнокомандующего. За отличия награждён Орденом св. Владимира III степени с мечами и золотым оружием. С 19.05.1878 — состоящий для поручений при Е.И.В. Главнокомандующем войсками Гвардии и Санкт-Петербургского ВО.
30.08.1885 произведен в генерал-майоры, с 03.06.1889 заслуженный профессор Академии, с 07.08.1890 — заслуженный ординарный профессор, командующий лейб-гвардии Московским полком (9.06. — 31.08.1891), с 31.08.1891 назначен окружным интендантом Санкт-Петербургского ВО. 28.05.1894 стал почётным членом Конференции Николаевской Академии Генерального штаба. 14.11.1894 произведен в генерал-лейтенанты. С 04.11.1895 Астраханский губернатор и наказной атаман Астраханского казачьего войска. С 28.09.1903 член Военного совета.
В 1904 и 1905 неоднократно командирован с Высочайшими повелениями с особо важными поручениями в Московский, Казанский и Варшавский ВО.
С 26.10.1905 помощник Главнокомандующего войсками Гвардии и Санкт-Петербургского ВО. Член Совета государственной обороны и Высшей аттестационной комиссии с оставлением членом Военного Совета. 07.08.1911 в день празднования 100-летия лейб-гвардии Московского Его Величества полка, был зачислен в списки полка.

## Труды
- Военное хозяйство: Курс старших классов Николаевской академии Генерального штаба. Вып. 1-4. — СПб.: тип. Штаба войск Гвардии и Петерб. воен. окр., 1875-1879.
- Очерк современного состояния вооруженных сил Турции. — СПб.: типография В. Демакова, 1876.
- Продовольствие войск в мирное и военное время в русской и иностранных армиях. — СПб.: типография В. А. Полетики, 1876.
- Устройство Генерального штаба в первостепенных европейских армиях. — 3-е изд. — СПб.: тип. Штаба войск Гвардии и Петерб. воен. окр., 1884.
- Войсковой обоз новой организации и переходного устройства. — СПб: Военная типография, 1885.
- Военное хозяйство в нашей и иностранной армиях в мирное и военное время. — СПб.: Тип. Штаба войск Гвардии и Петерб. воен. округа, 1880.
- Устройство и служба Русскаго генеральнаго штаба. — СПб.: Тип. Штаба войск Гвардии и Петерб. воен. округа, 1888.
- Журнал военных действий против Турции на Европейском театре войны в 1877 году. Часть I. С 12 апреля по 17 июня включительно. — СПБ.: Военно-Историческая Комиссия Главного Штаба, 1898.
- Мой дневник. 1877-78. — СПб,: В. Березовский, 1908.